# Tranebjerg
Tranebjerg är Samsøs största ort samt centralort för Samsø kommun. Den hade år 2018 849 invånare. Orten ligger centralt på södra Samsø med cirka fyra kilometer till Sælvig och sju till Kolby Kås.
Orten hade en gång i tiden en borg, men denna förstördes av Marsk Stig år 1288. I den nordvästra delen av orten står Tranebjergs kyrka som är byggd under 1300-talet i gotisk stil, med ett tillbyggt torn från 1500-talet. Centralt i orten ligger Samsøs museum som rymmer öns historia.